# Пашови
Пашови е село в Южна България. То се намира в община Велинград, област Пазарджик.

## География
Село Пашови се намира в планински район на 25 км югозападно от Велинград. За отделно населено място село Пашови е признато на 24 октомври 1975 г. До 1926 г. е броено към с.Лъджене. От 1979 г. до 2015 е кметство със съставно село Кандьово. Като населена местност съществува от 1902 г. и е било в състава на Община Света Петка.

## История
След Руско-турската война и Съединението на България населението на Бабешките колиби намалява. През 1887 година Христо Попконстантинов обнародва статистика за броя на домакинствата в Бабешките колиби, в която Пашови (Пашови колиби) е посочено като селище с 50 помашки семейства.

## Религии
Населението се състои от помаци, изповядващи суннитския ислям.

## Личности
- Хусейн Ходжа – виден ислямски проповедник